# Otto IV van Beieren
Otto IV van Beieren (3 januari 1307 - München, 13 december 1334) was van 1310 tot 1334 hertog van Neder-Beieren. Hij behoorde tot het huis Wittelsbach.

## Levensloop
Otto IV was de tweede zoon van hertog Stefanus I van Beieren en Judith van Schweidnitz, dochter van hertog Bolko I van Schweidnitz. 
Na de dood van zijn vader in 1310 werd Otto IV samen met zijn oudere broer Hendrik XIV hertog van Neder-Beieren. Van 1310 tot 1312 regeerden de broers samen met hun oom Otto III en vanaf 1312, na de dood van Otto III, met hun neef Hendrik XV. In 1322 brak er oorlog uit tussen de drie co-heersers, waarna Neder-Beieren in 1331 onder de drie verdeeld werd. Otto bestuurde vanaf dan Burghausen, Traunstein en verschillende andere Beierse steden. 
Otto IV, die geen mannelijke nakomelingen had, benoemde hertog Lodewijk IV van Opper-Beieren tot zijn erfopvolger en niet zijn broer Hendrik XIV, die hij haatte. In 1334 overleed hij, waarna Lodewijk IV van Opper-Beieren zijn gebieden erfde.

## Huwelijk en nakomelingen
Otto IV huwde in 1330 met Richardis van Gulik (1314-1360), dochter van graaf Gerard V van Gulik. Uit dit huwelijk is één kind bekend:
- Albrecht (1332), kort na de geboorte overleden